# Perotis xerxes
Perotis xerxes es una especie de escarabajo barrenador metálico del género Perotis, categorizada en la tribu Dicercini, de la subfamilia Chrysochroinae. Fue descrita científicamente por Marseul en 1865.

## Descripción
Mide 14 milímetros de longitud.

## Distribución
Se distribuye por Turquía, en la provincia de Mersin.